# داستان یک داستان عاشقانه
داستان یک داستان عاشقانه شناخته شده با نام هدف غیرممکن، محصول ۱۹۷۳ فیلم درام با بازی آلن بیتس و دومنیک سندا است. فیلم به کارگردانی جان فرانکن هایمر و براساس کتاب نیکولاس موسلی است و در سال ۱۹۷۳ در جشنواره فیلم کن نمایش داده شد اما وارد مسابقه اصلی نشد.